# マルサビット (カウンティ)
マルサビット（スワヒリ語: Wilaya ya Marsabit、英語: Marsabit County）はケニア中部の東部州北部のカウンティ。
中心都市はマルサビット。
2009年の人口は29万1166人。

## 人口
- 1979年8月24日：9万6216人
- 1989年8月24日：12万9262人
- 1999年8月24日：17万4957人
- 2009年8月24日：29万1166人[2]

## 主要都市
- モヤレ：2万7943人(2009年)
- マルサビット（英語版）：1万4907人(2009年)(中心都市)

## 隣接カウンティ
- 北：エチオピア・オロミア州
- 東：ワジール
- 南東：イシオロ
- 南西：サンブル
- 西：トゥルカナ湖
- 北西：エチオピア・南部諸民族州